# Vivianne Fock Tave
 (novembre 2021).

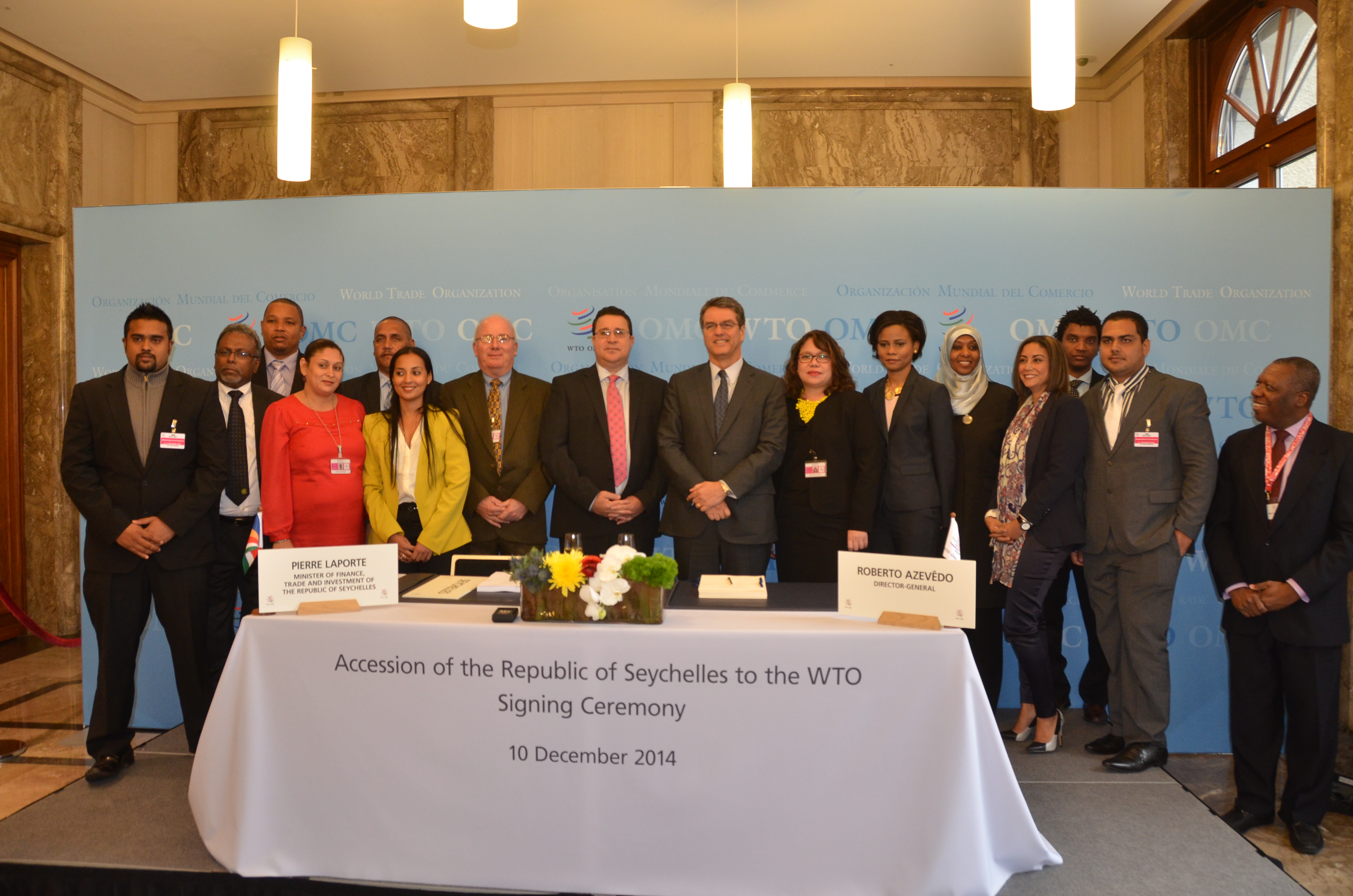
Vivianne Fock Tave à l'adhésion de la République des Seychelles à la cérémonie de signature de l'Organisation mondiale du commerce à Genève.

Vivianne Simone Fock Tave est une femme politique seychelloise, l'ambassadrice des Seychelles et la secrétaire principale des Affaires étrangères du ministère des Affaires étrangères et du Tourisme de la République des Seychelles depuis le 1er mai 2021.

## Carrière
Vivianne a étudié l'économie à Berlin, en Allemagne, et a rejoint le ministère des Affaires étrangères, de la Planification économique et de l'Environnement en juillet 1996 en tant qu'économiste à la Division de la planification économique à son retour d'Allemagne.
Elle a occupé divers postes au ministère des Affaires étrangères jusqu'à ce qu'elle soit nommée secrétaire principale de la planification économique au ministère de la planification économique et de l'emploi de février 2005 à juillet 2006.
D'août 2006 à septembre 2009, elle a occupé le poste de secrétaire principale de la coopération internationale au ministère des Affaires étrangères et de la coopération internationale (août 2006-février 2007) et de conseillère spéciale auprès du ministre des Affaires étrangères et de la coopération internationale (mars 2007-septembre 2009) jusqu'à sa nomination en tant qu'ambassadrice.
Elle a été accréditée comme ambassadeur extraordinaire et plénipotentiaire auprès du Royaume de Belgique et de l'Union européenne respectivement du 3 mars 2010 au 17 décembre 2014 et du 20 avril 2010 au 17 décembre 2014. Entre mars 2010 et décembre 2014, elle a également été accréditée auprès de certains États membres de l'Union européenne, de l'Office des Nations unies et d'autres organisations internationales à Genève, de la Confédération suisse, du Saint-Siège et de l'ordre souverain et militaire de Malte.
Du 19 août 2015 au 7 avril 2021, Vivianne Fock Tave était chef de mission à l'ambassade des Seychelles à Pékin. Elle a également été accréditée en République de Corée et au Japon du 15 janvier 2016 au 7 avril 2021 et du 5 juillet 2018 au 7 avril 2021, respectivement, avec une résidence à Pékin.